# Про Церемонії

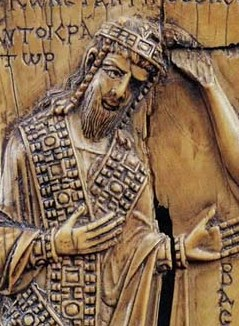
Коронація Костянтина VII Багрянородного, 945 р.

Про Церемонії або Про Церемонії Василевсів  (дав.-гр. Περί τῆς Βασιλείου Τάξεως  — умовна назва книги церемоніальних протоколів при дворі імператорів Східної Римської імперії у Константинополі. Також ця збірка описів церемоніального протоколу має грецьку назву Ἔκθεσις τῆς βασιλείου τάξεως («Пояснення порядку палацу»), взяте з передмови до твору. В західній історіографії книгу часто позначають її скороченою латинською назвою De Ceremoniis або повною: De Ceremoniis Aulæ Byzantinæ — «Про церемонії Візантійського двору». В англійських джерелах її зазвичай називають Книгою церемоній Костянтина VII Багрянородного.
Книга була складена для імператора Костянтина VII Багрянородного (913-959), та оновлена й доповнена за імператора Никифора II Фока (963-969), можливо під наглядом Василя Лекапена, імператорського паракімомена.
В збірнику докладно описуються церемоніальні процедури, ранги та чини, а також інші теми, пов’язані з повсякденним життям Палацу імператора Константинополя.
В одному з розділів книги детально описує офіційний прийом Київської княгині Ольги, яка титулується «Е́льгой, архонтиссою Русі» (греч. «Ελγας της άρχοντίσσης 'Ρωσίας).

## Зміст
Збірник докладно описує придворні ритуали, часто з похвилинною деталізацією, з погляду розпорядників двору, розповідаючи, як вони мають проводити їх, викладаючи інші питання, що стосуються повсякденним справам палацу. Таким чином, це був навчальний посібник, який містив консультації та вказівки для вищих візантійських чиновників та придворних.
В розділах 1-37 книги, описуються процесії та церемонії релігійних свят (в тому числі великих свят, таких як Воздвиження Хреста Господнього, Різдво, Богоявлення, Вербна неділя, Страсна п’ятниця, Великдень і Вознесіння Господнє, а також дні святих, таких як Св. Дмитро, Св. Василь тощо), часто ці церемонії тривають декілька днів.
У розділах 38-83 описуються світські церемонії чи обряди проведення урочистостей, такі як коронації (38-40), весілля (39,41), народження (42), похорони (60), або святкування військових тріумфів під час бенкетів на іподромі, таких як Луперкалії (73).
Ці протоколи давали детальні описи для імператорських парадів та урочистої ходи до певних церков у Константинополі чи імператорського палацу, з фіксованими зупинками та правилами для ритуальних дій та акламацій від визначених учасників (текст акламацій та процесійних тропарів або кондаків, а також ірмоїв та згадуються стихири), серед них також описувались дії міністри, членів сенату, лідери «синіх» і «зелених» під час іподромних скачок, які відігравали важливу роль під час придворних церемоній.
Наступні розділи (84-95) взяті з посібника Петра Патриція VI століття. Вони радше описують адміністративні церемонії, такі як призначення певних чиновників (гл. 84, 85), інвеститури певних посад (86), прийом послів і титул проголошення західного імператора (87, 88), прийом перських послів (89, 90), Anagorevseis окремих імператорів (91-96), призначення членів сенату (97). 
Книга «Про Церемонії палацу» визначає також транспортні засоби, необхідні для пересування для різних подій (пішки, верхи, на човні), а також костюми учасників і акламації, деякі з яких були подані латиною, яка була офіційною мовою імперії до ІІІ ст. н.е. 
Друга частина книги має дуже схожу композицію: (1) релігійні свята та опис палацових будівель, (2) світські церемонії та імператорські посвячення, (3) імператорські прийоми та військові свята на іподромі, а пізніше вбрання.
Одним із додатків до книги є «Три трактати про імперські військові експедиції» - військовий посібник, написаний імператором Костянтином VII для його сина та наступника Романа II.

## Видання
- Constantini Porphyrogeniti libri II. de ceremoniis aulae Byzantinae (Leipzig, 1751—1766, ed. J. J. Reiske), vol. iii. (Bonn, 1829)
- Patrologia Graeca 112 Архівовано грудень 20, 2016 на сайті Wayback Machine.